# Audegle
Audeglé (in somalo Awdheegle), è una città della Somalia centromeridionale di circa 19.000 abitanti, situata nella regione del Basso Scebeli.